# Iaroslav al II-lea al Vladimirului
Iaroslav al II-lea Vsevolodovici (botezat Fedor (Teodor), n. 8 februarie 1191, Pereslavl-Zalesski, Cnezatul Vladimir-Suzdal – d. 30 septembrie 1246, Karakorum (oraș), Öwörchangai-Aimag, Mongolia), fiul lui Vsevolod al III-lea al Vladimirului, a fost prințul Pereiaslavului (1200 - 1206), prințul (cneazul) Pereiaslav-Hmelnițkiului (1212 - 1238), mare cneaz al Kievului (1236 - 1238, 1243 - 1246), mare cneaz al Vladimirului ( 1238 - 1246 ), prinț (cneaz) al Novgorodului (1215, 1221-1223, 1226-1229, 1231-1236). A contribuit la refacerea capitalei și a țării sale după Invazia mongolă în Rusia Kieveană.

## Prinț al Pereiaslavului
Iaroslav a fost al patrulea fiu al lui Vsevolod al III-lea și al Mariei Șvarnovna.

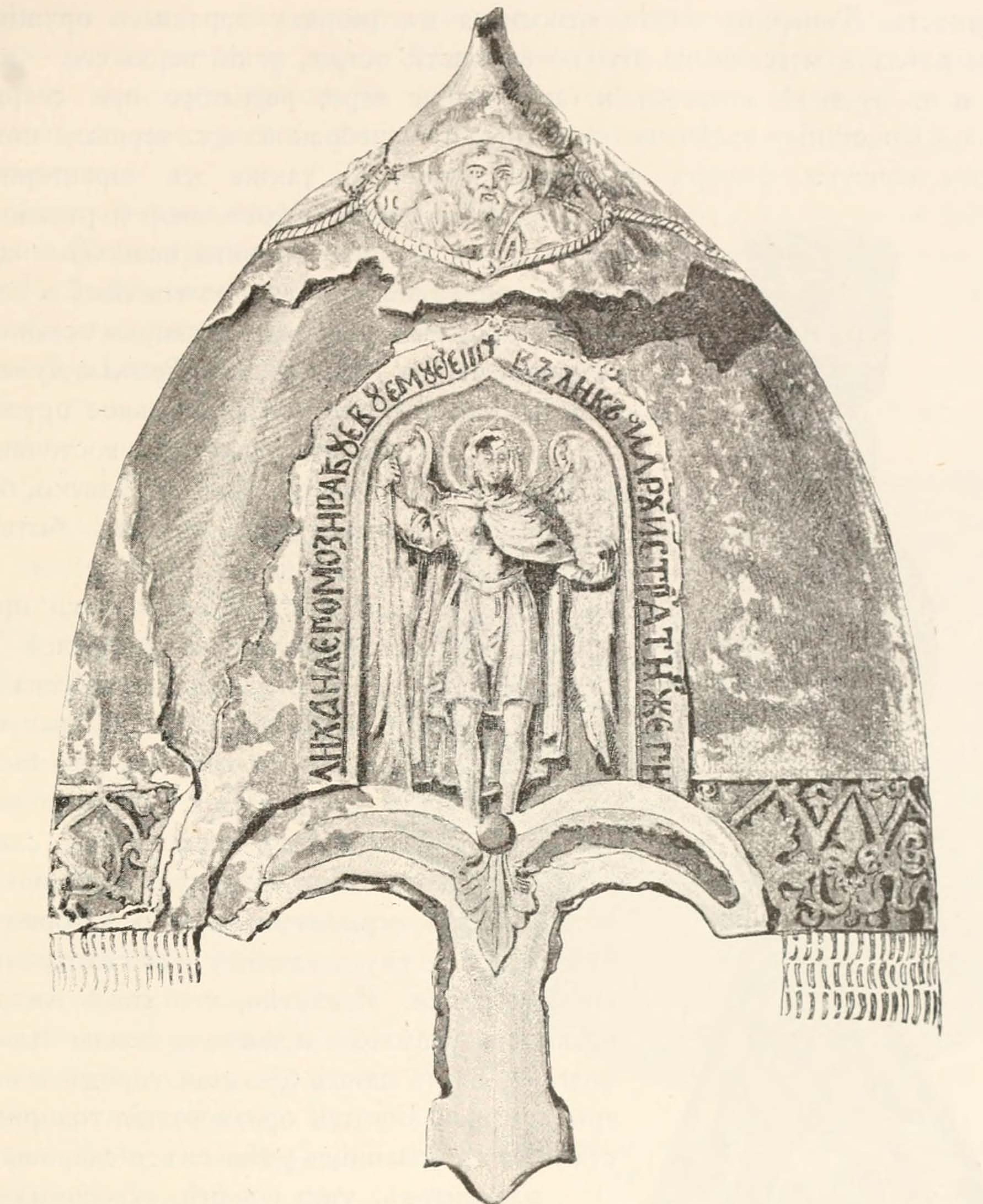
Coif pierdut de Iaroslav în timpul bătăliei de pe Lipița

În 1200, a fost trimis de tatăl său să conducă orașul Pereiaslav de lângă stepele locuite de nomazii turcici Kipchaci. Șase ani mai târziu, el a fost chemat de boierii din Halîci să conducă orașul lor, dar nu a putut revendica efectiv tronul. Apoi a fost trimis să preia Reazanul, dar opoziția încăpățânată a locuitorilor săi a dus la arderea orașului. În 1209, Vsevolod l-a trimis pe Iaroslav să se opună prințului  Mstislav Mstislavici cel Cutezător al Novgorodului, Tmutarakanului și al Cernigăului. După mai multe bătălii, cei doi prinți au făcut pace, înțelegere prin care Iaroslav s-a căsătorit cu Rostislava, fiica lui Mstislav.
Pe patul de moarte, tatăl său Vsevolod i-a lăsat moștenire lui Iaroslav cetatea Pereiaslav-Hmelnițki. În conflictul dintre frații săi mai mari Constantin și Iuri al II-lea, Iaroslav l-a susținut pe acesta din urmă, iar Mstislav Mstislavici l-a susținut pe Constantin. În 1215, el a acceptat oferta novgorodienilor de a deveni prințul lor, dar, dorind să se răzbune pentru trădarea lor de odinioară, a capturat Torjokul și a blocat aprovizionarea cu cereale a Novgorodului. Câteva luni mai târziu, a fost învins de socrul său pe râul Lipița și a trebuit să se retragă la Pereiaslav; un coif pe care Iaroslav l-a pierdut în timpul bătăliei a fost recuperat de arheologi în 1808.

## Prinț al Novgorodului și al Kievului
În 1222, Iaroslav a fost în cele din urmă încoronat la Novgorod, apoi a invadat toată Estonia și i-a asediat capitala, Kolivan. Patru ani mai târziu, a devastat Finlanda și a botezat populația din Karelia. Următorul său plan a fost să subjuge Pskov, dar novgorodienii au refuzat să înceapă un război împotriva vecinului lor. Iaroslav a plecat supărat și a pus mâna pe enclava novgorodiană din Volokolamsk. 
În ianuarie 1229 armata conducătorului erzian Purgaz a respins un raid al lui Iaroslav al II-lea, Vasili Konstantinovici și Vsevolod Konstantinovici. 
În 1234, s-a întors la Novgorod și câțiva ani mai târziu și-a învins principalii dușmani - lituanienii și cavalerii teutoni. În 1236, a urmat sfatul lui Daniel Romanov al Galiției și s-a mutat de la Novgorod la Kiev, lăsându-l pe fiul său Aleksandr Nevski ca reprezentant al său în nord.

## Prinț al Vladimirului
În 1238, după ce mongolii au invadat Rusia Kieveană și fratele său mai mare Iuri al II-lea a fost ucis în luptă, Iaroslav a părăsit Kievul pentru a merge la Vladimir, unde a fost încoronat ca mare prinț (mare cneaz).  Iaroslav a încercat să refacă orașele Vladimir-Suzdal după ravagii și incendii mongole. În 1242, Iaroslav a trimis o armată condusă de fiul său Andrei pentru a-i ajuta pe novgorodieni împotriva cavalerilor livonieni (Bătălia de la Lacul Peipsi). În 1243, el a fost chemat de Batu Han în capitala sa Keci-Sarai. După o lungă întâlnire, s-a întors la Vladimir cu onoruri.  El a ales Vladimir ca reședință, finalizând astfel lungul proces de mutare a capitalei Rusiei de la Kiev la Vladimir, proces început de Andrei Bogoliubski cel Pios.
Doi ani mai târziu, în 1246, a fost chemat din nou în est, de data aceasta de Güyük Han în Karakorum. Acolo a fost otrăvit de mama Marelui Han, Töregene, și a murit la o săptămână după ce i s-a permis să se întoarcă acasă.

## Căsătorii și urmași

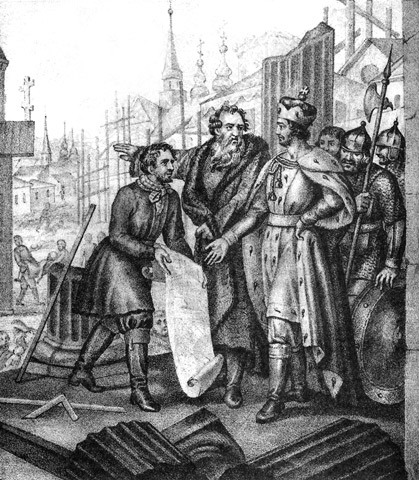
Marele Prinț Iaroslav reconstruiește orașele Rusiei Kievene după invazia tătară, pictură de Boris Ciorikov.

Iaroslav s-a căsătorit cu prima sa soție în cca. 1205. Aceasta a fost fiica lui Iurii Konceakovici, han al cumanilor. Ea era de origine nomadă Kipchaci (Kîpceak), o confederație de păstori și războinici de origine turcică.
În 1214, Iaroslav s-a căsătorit cu a doua soție a sa, Rostislava Mstislavna. Era fiica marelui cneaz Mstislav cel Cutezător și a unei prințese cumane. Bunicul ei matern a fost Kotun Han (Köten). În anul 1216 aceștia au divorțat.
În 1218, Iaroslav s-a căsătorit cu a treia soție, Fedosia Igorevna a Reazanului. Era fiica lui Igor Glebovici și a Agrafenei a Kievului. Tatăl ei era al doilea fiu al cneazului Gleb Rostislavici, prinț al Reazanului (d. 1178) și al Eufrosinei din Pereiaslav. Mama ei era fiica lui Rostislav I al Kievului. Au avut cel puțin doisprezece copii:
- Fiodor Iaroslavici (iarna, 1219 – 5 iunie 1233). Logodit cu Eufrosina Mihailovna a Cernigăului. Aceasta era fiica lui Mihail al Cernigăului și al Mariei Romanovna a Galiției și Volîniei. Fiodor a murit cu o zi înainte de data căsătoriei sale.

- Aleksandr Nevski (30 mai 1220 – 14 noiembrie 1263).
- Andrei al II-lea al Vladimirului (cca. 1222–1264).
- Mihail Horobrit (? - 1248), prinț al Moscovei. A preluat controlul asupra Vladimirului și s-a proclamat prinț în 1248. A fost ucis în timp ce se confrunta cu o invazie lituaniană.
- Daniil Iaroslavici (d. 1256).
- Iaroslav al Tverului (d. 9 septembrie 1271).
- Constantin Iaroslavici, Prinț de Galich și Dmitrov.
- Maria Iaroslavna (n. 1240).
- Vasile de Kostroma (1241–1276).
- Afanasi Iaroslavici.
- Eudoxia Iaroslavna.
- Iuliana Iaroslavna.